# Geir Ludvig Aasen Ouren
Geir Ludvig Aasen Ouren (né le 26 août 1974 à Kristiansand) est un fondeur norvégien.